# Charles Pickering (Naturforscher)

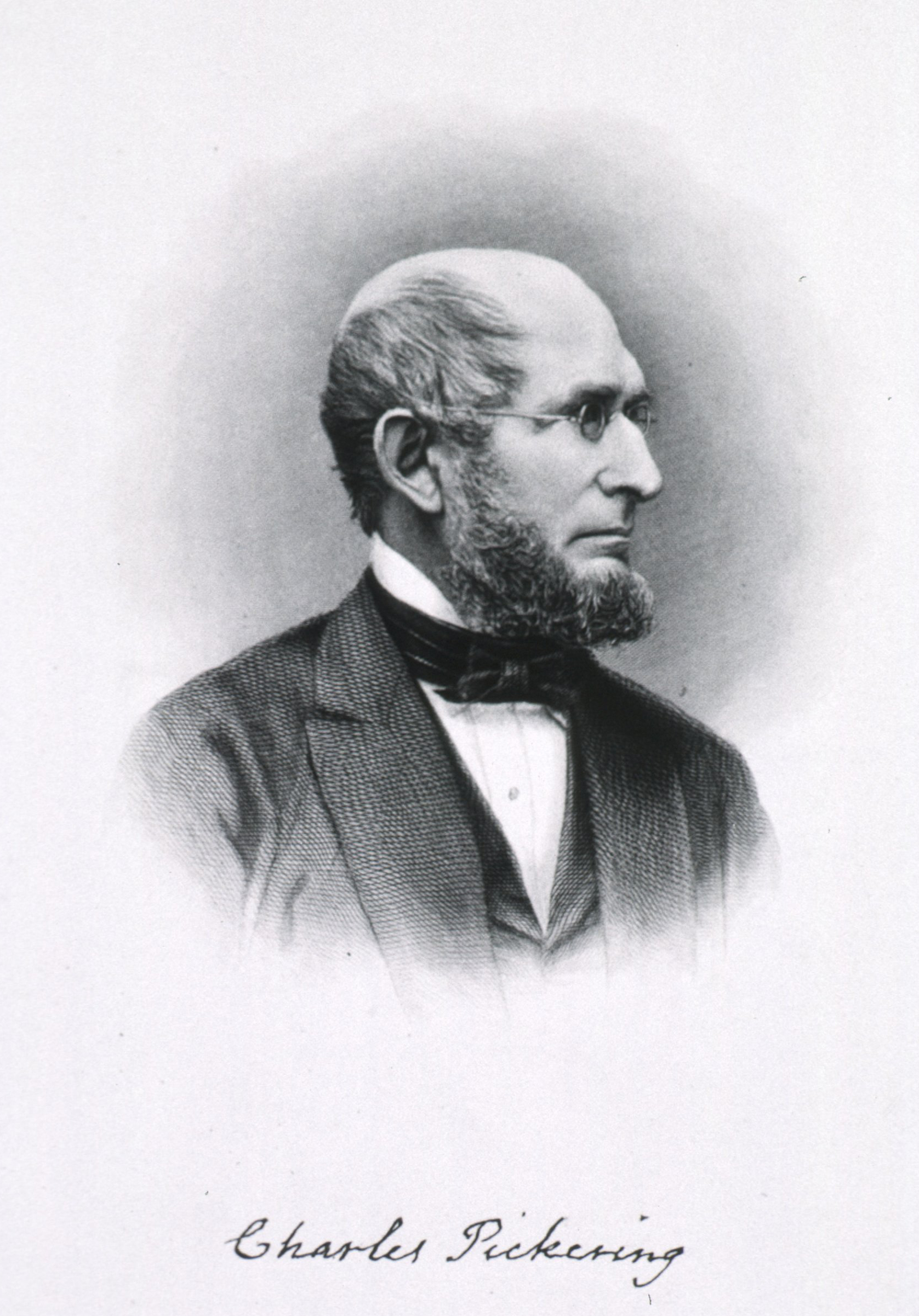
Charles Pickering

Charles Pickering (* 10. November 1805 in Susquehanna Depot, Pennsylvania; † 17. März 1878 in Boston, Massachusetts) war ein amerikanischer Naturforscher. Als studierter Mediziner befasste er sich vorrangig mit Botanik, Zoologie und Anthropologie. Sein Autorenkürzel lautet „Pickering“.

## Leben
Charles Pickering wurde 1805 im Susquehanna County des Bundesstaats Pennsylvania geboren. Sein Großvater war Timothy Pickering, Politiker und dritter Außenminister der Vereinigten Staaten. 1823 begann er ein Studium am Harvard College, wechselte jedoch vor dem Abschluss an die Harvard Medical School und erhielt dort 1826 seinen M.D. Anschließend war er als Arzt in Philadelphia tätig, befasste sich jedoch parallel dazu weiterhin mit Botanik und Zoologie. In der Folge wurde er als Kurator an der Academy of Natural Sciences (heute zur Drexel University gehörend) eingestellt und fungierte dort auch als Bibliothekar.
Aufgrund seiner mittlerweile gewachsenen Reputation als Naturalist wurde Pickering als einer der teilnehmenden Wissenschaftler für die United States Exploring Expedition auserwählt, mit der er zwischen 1838 und 1842 unter anderem den Südpazifik bereiste. Die Expedition, an der er in erster Linie als Zoologe bzw. Ichthyologe teilnahm, sorgte jedoch dafür, dass Pickering sich aufgrund des Kontakts zu den indigenen Völkern mehr und mehr der Anthropologie zuwandte. 1848 veröffentlichte er, nachdem er weitere Reisen auf eigene Kosten unternommen hatte, das Werk „Races of Man and Their Geographical Distribution“, in dem er sich mit den Rassen der Menschheit und ihrer geographischen Verteilung auseinandersetzte. In ähnlichem Muster verfasste er zudem mehrere Bücher zur Verteilung von Pflanzen und Tieren auf der Erde.
Pickering gehörte der American Philosophical Society und seit 1845 der American Academy of Arts and Sciences an. Nach ihm wurden die Graue Inselfruchttaube (Ducula pickeringii) und eine Unterart der Gewöhnlichen Strumpfbandnatter (Thamnophis sirtalis pickeringii) benannt. Darüber hinaus gab Charles Wilkes, Leiter der United States Exploring Expedition, ihm zu Ehren der Pickering-Passage ihren Namen, einer Meerenge im Südwesten des Puget Sound, die Harstine Island vom Festland trennt.
Pickering war seit 1851 verheiratet und blieb kinderlos. Er verstarb am 17. März 1878 im Alter von 72 Jahren in Boston.

## Schriften (Auswahl)
- Chronological history of plants. Boston 1879.